# Breda Ba.28

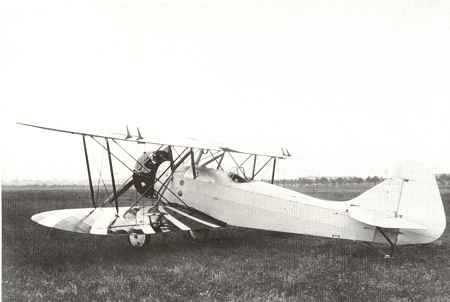
Vista posteriore sinistra del Ba.28

Il Breda Ba.28 era un biplano da addestramento monoposto e biposto dotato di caratteristiche acrobatiche, realizzato dall'azienda italiana Società Italiana Ernesto Breda a partire dal 1936.

## Storia del progetto
Derivato dal predecessore Ba.25 prodotto nel 1930, si differenziava da questo principalmente per una linea più aerodinamica e per la presenza degli alettoni montati su entrambe le ali anziché solo su quella inferiore. Le ali erano realizzate in tecnica mista, ovvero con struttura metallica rivestita da tela verniciata che si raccordavano su una fusoliera a sezione quadrata. Il Ba.28 era motorizzato con un radiale Piaggio P.VII raffreddato ad aria dotato di anello Townend, in grado di sviluppare 380 CV (279 kW), che gli consentiva di raggiungere i 240 km/h, mantenendo stabile la velocità di crociera a 200 km/h.
Questo addestratore di non notevoli dimensioni (lungo appena 7,80 m) non venne molto apprezzato dai piloti della Regia Aeronautica per via della sua pericolosità in acrobazia e per l'autonomia di soli 400 km.
Fu prodotto in soli 50 esemplari, ed era in adozione all'inizio della guerra nelle scuole volo di Frosinone, dell'Aeroporto di Aquino e dell'Aeroporto di Foligno.
Alcuni esemplari furono inviati in Spagna per fornire supporto aereo alle truppe italiane durante la guerra civile spagnola.

## Utilizzatori
Afghanistan
- Afghan Hawa-e Ourdou

operò con 2 esemplari.
 Austria
- Heimwehr Flieger Korps

operò con 12 esemplari
 Cina
- Chung-Hua Min-Kuo K'ung-Chün

operò con 18 esemplari
 Etiopia
- Imperial Ethiopian Aviation

 Italia
- Regia Aeronautica
  - Squadriglia di Alta Acrobazia Aerea

 Norvegia
- Hærens Flyvevesen

operò con 6 esemplari
 Paraguay
- Fuerzas Aéreas Nacional del Paraguay

 Spagna
- Aviación Nacional
- Ejército del Aire

operò con 6 esemplari